# Công quốc Berg
Công quốc Berg (tiếng Đức: Herzogtum Berg) là một nhà nước nằm ở hữu ngạn sông Rhein thuộc Đế chế La Mã Thần thánh. Từ thế kỷ XI đến năm 1380, nó là một bá quốc, sau được nâng lên công quốc và tồn tại cho đến năm 1806, khi Đế chế La Mã Thần thánh bị tuyên bố giải thể, đến khoảng cuối năm 1813, Berg được gọi là Đại công quốc. Sau Đại hội Viên, Berg được trao lại cho Vương quốc Phổ và trở thành một phần lãnh thổ của vương quốc này cho đến khi Đế quốc Đức tan rã sau Thế chiến I. Berg từ lâu đã được liên kết với Công quốc Jülich và luân phiên với nhiều lãnh thổ khác trong một liên minh cá nhân. Trụ sở chính phủ ban đầu được đặt tại Lâu đài Berge ở Altenberg, từ năm 1133 được đặt tại Lâu đài Burg và thừ thế kỷ XIV được đặt tại Lâu đài Düsseldorf. Lãnh thổ của Bern hiện nay nằm trong vùng Rheinland, Đức. Kinh đô của Berg được đặt tại Düsseldorf.
Tên của công quốc hiện vẫn còn tồn tại trong thuật ngữ địa lý hiện đại Bergisches Land, thường bị hiểu nhầm là Bergiges Land (xứ sở đồi núi).